# 스티브 모스
스티브 모스(Steve J. Morse, 1954년 7월 28일 ~ )는 잉글랜드의 음악가이다.